# Eddie Blay
Edward Blay, detto Eddie (Accra, 9 novembre 1937 – Accra, 15 ottobre 2006), è stato un pugile ghanese.

## Palmarès
- Olimpiadi

Tokyo 1964: bronzo nei pesi superleggeri.
- Giochi del Commonwealth

Perth 1962: oro nei pesi leggeri.
Kingston 1966: oro nei pesi welter.